# Jean-Jacques Annaud
Jean-Jacques Annaud (1943, Juvisy-sur-Orge, França) és un director, guionista i productor francès de cinema.
Va estudiar cinematografia al IDHEC parisenc i literatura a la Sorbona. Els seus primers contactes amb el món audiovisual procedeixen del món publicitari. Va debutar com a director i guionista a mitjans dels anys 70, realitzant Noirs et blancs en couleur (1976), una sàtira bèl·lica ambientada a la Primera Guerra Mundial que va guanyar l'Oscar a la millor pel·lícula de parla no anglesa.
Posteriorment, i després d'escriure el guió de la pel·lícula de Pierre Richard Je suis Timide ... mais je me Soignes (1978), Annaud va filmar El cop de cap (1979), una altra sàtira, ara del món del futbol. Però la pel·lícula que realment li oferí la popularitat internacional va ser La recerca del foc, que es desenvolupa en temps prehistòrics i està basada en la novel·la de JH Rosny. El film, que va guanyar l'Oscar al millor maquillatge i els premis César a millor pel·lícula i millor director, el va aparellar professionalment per primera vegada amb l'actor Ron Perlman, que tornaria a aparèixer amb assiduïtat en les seves pel·lícules.
L'adaptació de la famosa novel·la d'Umberto Eco, El nom de la rosa (1986), va confirmar el seu estatus com a director. Els anys 80 van acabar per Jean-Jacques Annaud amb L'ós (1988), amb la que va aconseguir un altre premi César com a millor director pel seu treball. Quatre anys després Annaud retornaria al cinema amb L'amant (1992), adaptació del popular text de Marguerite Duras, i continuà amb una pel·lícula d'aventures de quaranta minuts, rodat a IMAX 3D, Wings of Courage (1995), basada en els pilots Jean Mermoz i Antoine de Saint Exupery, l'autor de El petit príncep.
Amb Set anys al Tibet (1997) el director francès es va guanyar l'antipatia del govern xinès, que va vetar la seva entrada al gran país asiàtic. El protagonisme de la pel·lícula va recaure en l'actor Brad Pitt. El seu següent film, Enemic a les portes (2001), recreava la batalla de Stalingrad a la Segona Guerra Mundial. Amb Deux frères (2004), protagonitzada per dos tigres, va tornar a un terreny similar a l'ofert a L'ós.
L'any 2006, roda els exteriors de la seva última pel·lícula en els bancals d'oliveres de Benigembla, i en la cala del Moraig de Benitatxell. Es tracta de Sa majestat Minor, una comèdia mitològica de l'antiga Grècia amb el protagonisme de José García i Vincent Cassel.

## Filmografia
- 1976: Noirs et blancs en couleur
- 1978: El cop de cap (Coup de tête)
- 1981: La recerca del foc (La guerre du feu)
- 1986: El nom de la rosa (Der Name der Rose)
- 1988: L'ós (L'ours)
- 1991: L'amant
- 1995: Wings of Courage
- 1997: Set anys al Tibet (Seven Years in Tibet)
- 2000: Enemic a les portes (Enemy at the Gates)
- 2004: Deux frères
- 2006: Sa majestat Minor
- 2011: Day of the Falcon
- 2015: L'últim llop